# Saison 9 de Futurama
Chronologie
Saison 8
Cet article présente les épisodes de la neuvième saison de la série télévisée d'animation américaine Futurama.

## Distribution
- Billy West (VF : Alexis Tomassian) : Philip J. Fry
- Katey Sagal (VF : Mélody Dubos) : Turanga Leela
- John DiMaggio (VF : Hervé Caradec) : Bender Tordeur Rodríguez
- Billy West (VF : Jean-Pierre Moulin (acteur)) : Pr Hubert J. Farnsworth
- Phil LaMarr (VF : Éric Missoffe) : Hermes Conrad
- Billy West (VF : Patrick Pellegrin) : Dr John Zoidberg
- Lauren Tom (VF : Jessie Lambotte) : Amy Wong
- Billy West (VF : Éric Missoffe) : Zapp Brannigan
- Maurice LaMarche (VF : Gilbert Lévy) : Kif Kroker
- Frank Welker (VF : Hervé Caradec) : Nibbler
- Tress MacNeille : M’man
- David Herman (VF : Jean-Pierre Moulin (acteur)) : Scruffy

## Épisodes
En novembre 2023, Hulu renouvelle une nouvelle fois la série pour une saison de 20 épisodes en 2 parties. La diffusion de la 1er partie de 10 épisodes est prévue le 15 septembre 2025 en intégralité .

### Partie 1

#### Épisode 1: Titre français inconnu(Destroy Tall Monsters)
- États-Unis : 15 septembre 2025 sur Hulu
- France : 15 septembre 2025 sur Disney+

#### Épisode 2: Titre français inconnu(The World is Hot Enough)
- États-Unis : 15 septembre 2025 sur Hulu
- France : 15 septembre 2025 sur Disney+

#### Épisode 3: Titre français inconnu(Fifty Shades of Green)
- États-Unis : 15 septembre 2025 sur Hulu
- France : 15 septembre 2025 sur Disney+

#### Épisode 4: Titre français inconnu(The Numberland Gap)
- États-Unis : 15 septembre 2025 sur Hulu
- France : 15 septembre 2025 sur Disney+

#### Épisode 5: Titre français inconnu(Scared Screenless)
- États-Unis : 15 septembre 2025 sur Hulu
- France : 15 septembre 2025 sur Disney+

#### Épisode 6: Titre français inconnu(Wicked Human)
- États-Unis : 15 septembre 2025 sur Hulu
- France : 15 septembre 2025 sur Disney+